# Inge Helten
Inge Helten (República Federal Alemana, 31 de diciembre de 1950) es una atleta alemana retirada, especializada en la prueba de 100 m en la que llegó a ser medallista de bronce olímpica en 1976.

## Carrera deportiva
En los JJ. OO. de Montreal 1976 ganó la medalla de bronce en los 100 metros lisos, con un tiempo de 11.17 segundos, llegando a la meta tras las alemanas Annegret Richter (oro) y Renate Stecher (plata).